# Mahjong (film)
Pour les articles homonymes, voir Mahjong (homonymie).
Pour plus de détails, voir Fiche technique et Distribution.
Mahjong (chinois : 麻將 — pinyin : Májiàng) est un film taïwanais réalisé par Edward Yang et sorti en 1996

## Synopsis
Marthe, une jeune française, débarque à Taipei afin de retrouver un homme avec qui elle a eu une relation à Londres. Sans argent, sans connaissance sur la ville, elle est rapidement prise en charge par un groupe de Taïwanais désœuvrés, qui comptent bien profiter d'elle.

## Fiche technique
- Titre original : 麻將, Májiàng
- Titre français : Mahjong
- Réalisation : Edward Yang
- Scénario : Edward Yang
- Images : Li Yixu et Li Longyu
- Son : Du Duzhi
- Musique : Forward Music, Taïwan
- Montage : Chen Bo-Wen
- Production : Producteur pour Atom Films
- Pays d'origine : Taïwan
- Format : Couleurs - 1,85:1 - son Dolby numérique -  35 mm
- Genre : Drame
- Durée : 121 minutes
- Date de sortie : 
  - février 1996 au Festival de Berlin en  Allemagne
  - 6 septembre 1996 au Festival international du film de Toronto au  Canada

## Distribution
- Ko Yue-Lin : Luen-Luen (aka Ke Yulun)
- Virginie Ledoyen : Marthe
- Chang Chen : Hong Kong
- Nick Erickson : Marcus
- Zan Wong Chi : Dentifrice / Petit Bouddha
- Tang Congsheng : Red Fish
- Elaine Jin : Mère de Red Fish
- Andrew Tsao : David
- Wu Nien-jen : Gangster dans le costume noir
- Wang Bosen : Gangster dans le costume rouge
- T.C. Lin : Le colocataire
- Kaizo Hayashi :
- Wang Chi-tsan :
- Carrie Ng Ka-Lai :

## Distinctions
- 1996 : Honorable Mention au Festival de Berlin
- 1996 : Silver Screen Award au Festival international du film de Singapour
- 1996 : Prix de la Ville de Nantes en hommage à Jacques Demy ou Prix de la Mise en scène au Festival des trois continents